# Sebastian Kienle
Sebastian Kienle (6 luglio 1984) è un triatleta tedesco.
È vincitore dei Campionati del mondo Ironman 70.3 del 2012 e del 2013 nonché vincitore dei Campionati del mondo Ironman del 2014.

## Biografia
Kienle venne a contatto col mondo del triathlon già all'età di otto anni decidendo rapidamente che avrebbe voluto diventare un triatleta professionista e gareggiando per la prima volta all'età di dodici anni.